# V-League 2023/2024 (damer)
V-League 2023–2024 spelades 14 oktober 2023 till 21 mars 2016. Det var den tjugonde upplagan av turneringen och sex lag deltog. Hyundau Hillstate vann serien och blev därigenom sydkoreanska mästare för tredje gången.

## Lag

### Klubbar
| Klubb                              | Tränare             | Plats    | Stadium                | Kapacitet |
| ---------------------------------- | ------------------- | -------- | ---------------------- | --------- |
| Daejeon JungKwanJang Red Sparks    | Ko Hee-Jin          | Daejeon  | Chungmu Gymnasium      | 5 000     |
| Gimcheon Korea Expressway Hi-pass  | Kim Jong-Min        | Gimcheon | Gimcheon Gymnasium     | 6 000     |
| GS Caltex Seoul KIXX               | Cha Sang-Hyun       | Seoul    | Jangchung Gymnasium    | 4 507     |
| Hwaseong IBK Altos                 | Kim Ho-Chul         | Hwaseong | Hwaseong Gymnasium     | 5 158     |
| Incheon Heungkuk Life Pink Spiders | Marcello Abbondanza | Incheon  | Samsan World Gymnasium | 7 140     |
| Suwon Hyundai E&C Hillstate        | Kang Sung-Hyung     | Suwon    | Suwon Gymnasium        | 4 317     |
| Gwangju AI Peppers                 | Joseph Trinsey      | Gwangju  | Yeomju Gymnasium       | 8 500     |

### Utländska spelare
| Klubb                              | Från AVC                   | Från övriga världen            |
| ---------------------------------- | -------------------------- | ------------------------------ |
| Daejeon JungKwanJang Red Sparks    | Megawati Hangestri Pertiwi | Giovanna Milana (NORCECA)      |
| Gimcheon Korea Expressway Hi-pass  | Thanacha Sooksod           | Vanja Bukilić (CEV)            |
| GS Caltex Seoul KIXX               | Darin Pinsuwan             | Gyselle Silva (NORCECA)        |
| Hwaseong IBK Altos                 | Pornpun Guedpard           | Brittany Abercrombie (NORCECA) |
| Incheon Heungkuk Life Pink Spiders | Reina Tokoku               | Willow Johnson (NORCECA)       |
| Suwon Hyundai E&C Hillstate        | Wipawee Srithong           | Laëtitia Moma Bassoko (CAVB)   |
| Gwangju AI Peppers                 | Mar-Jana Phillips          | Yaasmeen Bedart-Ghani(NORCECA) |

## Regelverk
Tävlingen bestod av en grundserie där alla lag mötte alla andra lag sex gånger. Lag två och tre spelade semifinal i bäst av tre matcher. Det första laget i grundserien gick direkt till finalen som avgjordes i bäst av fem matcher.
Placeringen i tabellen bestämdes av:
- Poäng (Om slutresultatet var 3-0 eller 3-1 i set, tilldelades det vinnande laget 3 poäng till och det förlorade laget 0 poäng. Om slutresultatet blev 3-2, tilldelades det vinnande laget 2 poäng och det förlorande laget 1 poäng.)
- Antal vunna matcher
- Kvoten vunna/förlorade set
- Kvoten vunna/förlorade bollpoäng
- Inbördes möten

Om de fjärdeplacerade laget kom inom tre poäng från trean spelades en extra match mellan lagen.

## Grundserien[2]
| Pos | Lag                             | S  | V  | F  | Pts | SR    | SPR   | Vidare till |
| --- | ------------------------------- | -- | -- | -- | --- | ----- | ----- | ----------- |
| 1   | Suwon Hyundai Hillstate         | 36 | 26 | 10 | 80  | 1.765 | 1.077 | Final       |
| 2   | Incheon Heungkuk Pink Spiders   | 36 | 28 | 8  | 79  | 1.979 | 1.089 | Semifinal   |
| 3   | Daejeon JungKwanJang Red Sparks | 36 | 20 | 16 | 61  | 1.175 | 1.034 | Semifinal   |
| 4   | GS Caltex Seoul KIXX            | 36 | 18 | 18 | 51  | 0.913 | 0.994 |             |
| 5   | Hwaseong IBK Altos              | 36 | 17 | 19 | 51  | 0.986 | 1.013 |             |
| 6   | Gimcheon Hi-pass                | 36 | 12 | 24 | 39  | 0.682 | 0.946 |             |
| 7   | Gwangju AI Peppers              | 36 | 5  | 31 | 17  | 0.386 | 0.865 |             |

## Slutspelet
|  | Semifinaler | Semifinaler                     | Semifinaler |                               |   | Final                   | Final | Final |  |
|  |             |                                 |             |                               |   |                         |       |       |  |
|  | 2           | Incheon Heungkuk Pink Spiders   | 3           |                               |   |                         |       |       |  |
|  | 2           | Incheon Heungkuk Pink Spiders   | 3           |                               |   |                         |       |       |  |
|  | 3           | Daejeon JungKwanJang Red Sparks | 1           |                               |   |                         |       |       |  |
|  | 3           | Daejeon JungKwanJang Red Sparks | 1           |                               | 1 | Suwon Hyundai Hillstate | 3     |       |  |
|  |             |                                 |             |                               | 1 | Suwon Hyundai Hillstate | 3     |       |  |
|  |             |                                 | 2           | Incheon Heungkuk Pink Spiders | 2 |                         |       |       |  |

## Individuell statistik[3]
| Pos. | Spelare                    | Klubb                           | P    |
| ---- | -------------------------- | ------------------------------- | ---- |
| 1    | Gyselle Silva              | GS Caltex Seoul KIXX            | 1005 |
| 2    | Brittany Abercrombie       | Hwaseong IBK Altos              | 942  |
| 3    | Vanja Bukilić              | Gimcheon Hi-pass                | 935  |
| 4    | Laetitia Moma Bassoko      | Suwon Hyundai Hillstate         | 886  |
| 5    | Yaasmeen Bedart-Ghani      | Gwangju AI Peppers              | 827  |
| 6    | Kim Yeon-koung             | Incheon Heungkuk Pink Spiders   | 775  |
| 7    | Megawati Hangestri Pertiwi | Daejeon JungKwanJang Red Sparks | 736  |
| 8    | Giovanna Milana            | Daejeon JungKwanJang Red Sparks | 690  |
| 9    | Yang Hyo-jin               | Suwon Hyundai Hillstate         | 546  |
| 10   | Jelena Mladjenović         | Incheon Heungkuk Pink Spiders   | 501  |

## Rundans spelare
| Runda | Spelare                    | Klubb                           |
| ----- | -------------------------- | ------------------------------- |
| 1     | Megawati Hangestri Pertiwi | Daejeon JungKwanJang Red Sparks |
| 2     | Kim Yeon-koung             | Incheon Heungkuk Pink Spiders   |
| 3     | Brittany Abercrombie       | Hwaseong IBK Altos              |
| 4     | Kim Da-in                  | Suwon Hyundai Hillstate         |
| 5     | Kim Yeon-koung             | Incheon Heungkuk Pink Spiders   |
| 6     | Laetitia Moma Bassoko      | Suwon Hyundai Hillstate         |

## Slutplaceringar
| Pos. | Lag                             |
| ---- | ------------------------------- |
| 1    | Suwon Hyundai Hillstate         |
| 2    | Incheon Heungkuk Pink Spiders   |
| 3    | Daejeon JungKwanJang Red Sparks |
| 4    | GS Caltex Seoul KIXX            |
| 5    | Hwaseong IBK Altos              |
| 6    | Gimcheon Hi-pass                |
| 7    | Gwangju AI Peppers              |